# Manuel Rodrigues Clarinha
Manuel Pereira Rodrigues Clarinha, mais conhecido como Dr. Manuel Rodrigues Clarinha (Mação, Penhascoso, 30 de Maio de 1905 - Lagos, 16 de Outubro de 1993), foi um médico e militar português.

## Biografia

### Vida pessoal e carreira civil
Nasceu em Penhascoso, no Concelho de Mação, filho de Manuel Rodrigues Clarinha e de sua mulher Francisca Pereira. Concluiu o Liceu em Santarém, e frequentou a Faculdade de Medicina da Universidade de Lisboa, tendo-se licenciado em 1931. Após a graduação, foi interno em vários hospitais civis, tendo-se especializado em Cirurgia e Ginecologia e Obstetrícia, além de ter frequentado um curso de Hidrologia.
Casou em 1939 com Judite Carvalhal França Rodrigues Clarinha, tendo tido dois filhos, José Manuel França Rodrigues Clarinha e Pedro Jorge França Rodrigues Clarinha.
Após terminar o serviço militar, em 1947, voltou para Lagos, aonde foi voluntário no Hospital da Misericórdia até 1951. Em seguida, formou a Casa de Saúde de Lagos, um estabelecimento médico privado. Desempenhou, ainda, as funções de especialista em Cirurgia e Ginecologia até 1975 na Caixa de Previdência de Lagos e médico hidrologista nas termas das Caldas de Monchique entre 1964 e 1991.

### Carreira militar
Em 1933, concorreu com sucesso para o quadro de Médicos Militares do Exército. Promovido a Tenente-médico, foi colocado no Regimento de Lagos em 1937. No ano seguinte, encontrava-se a ocupar a posição de director do Hospital Militar de Lagos. Entre 1943 e 1947, serviu como Capitão-médico no Hospital Militar da Ilha da Madeira.

## Prémios e distinções
A autarquia de Lagos colocou, em data desconhecida, o seu nome numa rua da Freguesia de Santa Maria, no Concelho de Lagos.
Existe um busto, feito em sua homenagem, no jardim de Penhascoso.